# Jordtungor

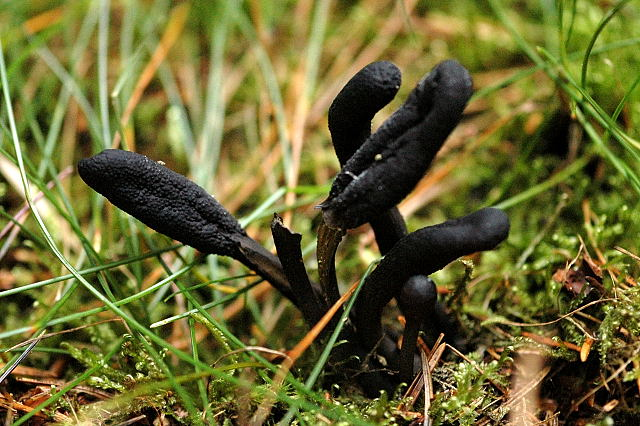
Geoglossum umbratile.

Jordtungor är svampar som tillhör släktena Geoglossum, Microglossum och Trichoglossum inom gruppen sporsäcksvampar. De växer på marken och har tunglika eller klubblika fruktkroppar. De flesta arter blir inte mer än 8 centimeter höga. Fruktkroppen kan vara slät, fint borstig eller småfjällig. Jordtungor i släktet Geoglossum är svarta eller brunsvarta, arter i släktet Trichoglossum är ofta också svarta men med korta borst på fruktkroppen. I släktet Microglossum förekommer arter med grönaktiga eller rödbruna till purpurbruna fruktkroppar. Fruktkropparna uppträder hos de flesta arter om hösten. Jordtungor är oätliga. I Sverige är flera arter rödlistade.

## Arter i urval
- Brun jordtunga, Geoglossum hakelieri
- Fjällig jordtunga, Geoglossum fallax
- Grön jordtunga, Microglossum viride
- Hagjordtunga, Geoglossum starbaeckii
- Hårig jordtunga, Trichoglossum hirsutum
- Klibbjordtunga, Geoglossum difforme
- Knubbig hårjordtunga, Trichoglossum walteri
- Kopparjordtunga, Microglossum fuscorubens
- Kärrjordtunga, Geoglossum simile
- Myrjordtunga, Geoglossum sphagnophilum
- Olivjordtunga, Microglossum olivaceum
- Plattad jordtunga, Geoglossum cookeianum
- Purpurbrun jordtunga, Microglossum atropurpureum
- Slemjordtunga, Geoglossum glutinosum
- Slät jordtunga, Geoglossum aseptatum
- Strandjordtunga, Geoglossum littorale
- Sumpjordtunga, Geoglossum uliginosum
- Svart jordtunga, Geoglossum umbratile